# Polska na Igrzyskach Europejskich 2023
Polska na Igrzyskach Europejskich 2023 – polska reprezentacja występująca na Igrzyskach Europejskich 2023 w Krakowie w dniach 21 czerwca – 2 lipca. Kadra liczy 370 zawodników, w tym 182 kobiet i 188 mężczyzn. 

## Medaliści
Pierwszy medal dla Polski 22 czerwca zdobyli kanadyjkarze Norman Zezula i Aleksander Kitewski zajmując trzecie miejsce. Niedługo potem złoto dołożyły kajakarki: Karolina Naja, Anna Puławska, Adrianna Kąkol i Dominika Putto. 

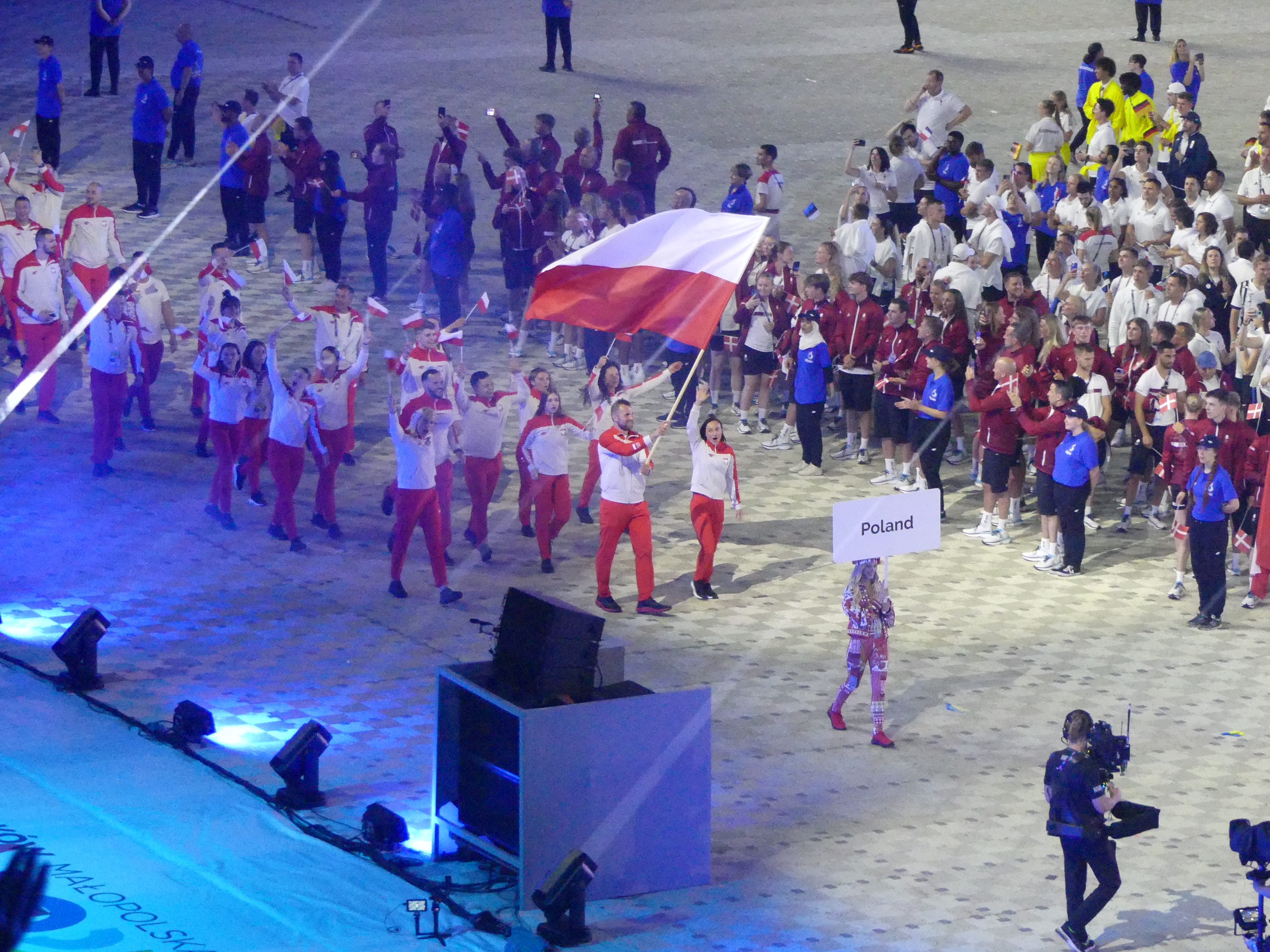
Reprezentacja Polski na ceremonii otwarcia IE 2023. Kraków, 21 czerwca 2023

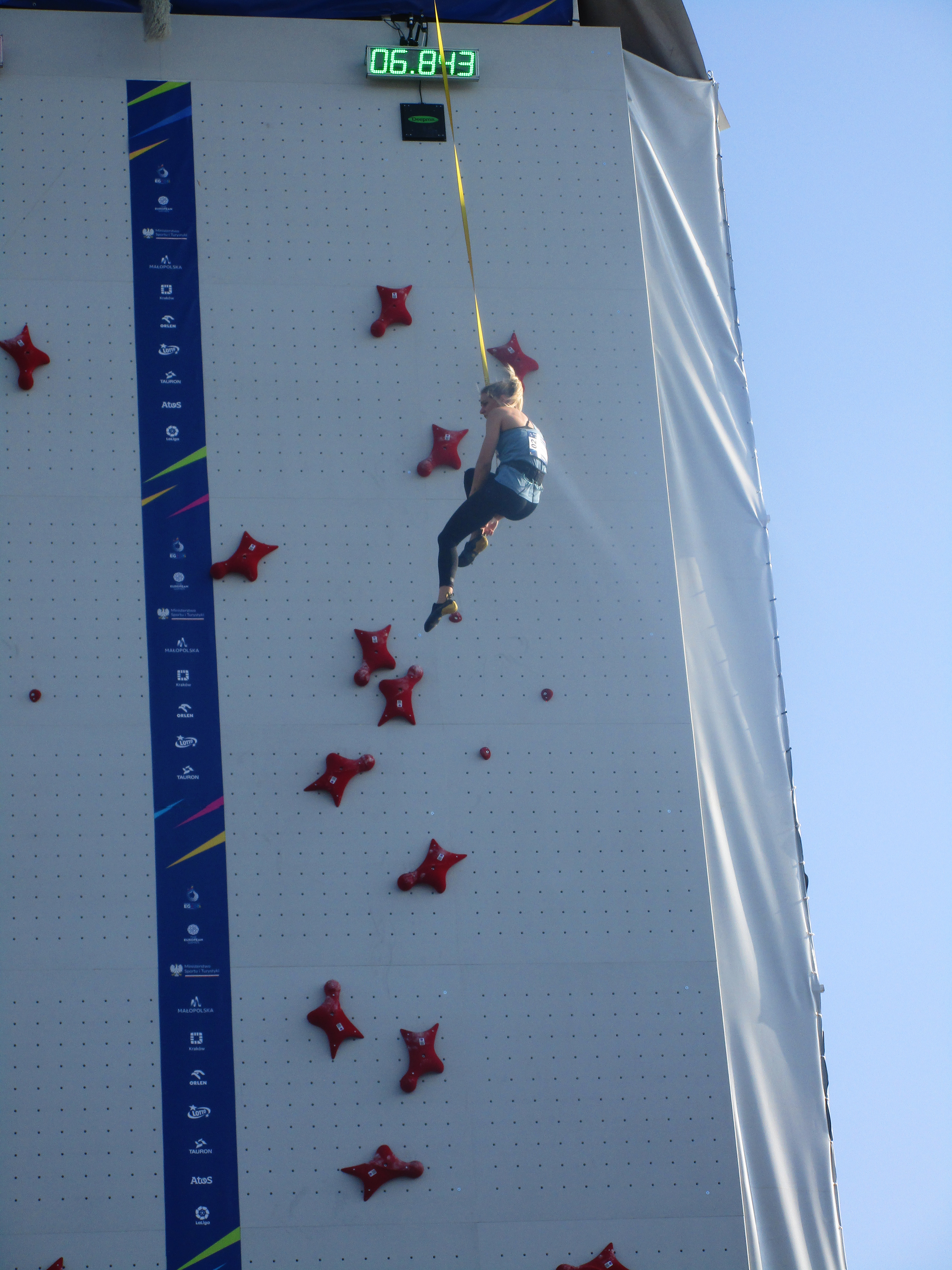
Aleksandra Mirosław, srebrna medalistka III IE we wspinaczce sportowej. Tarnów, 22 czerwca 2023

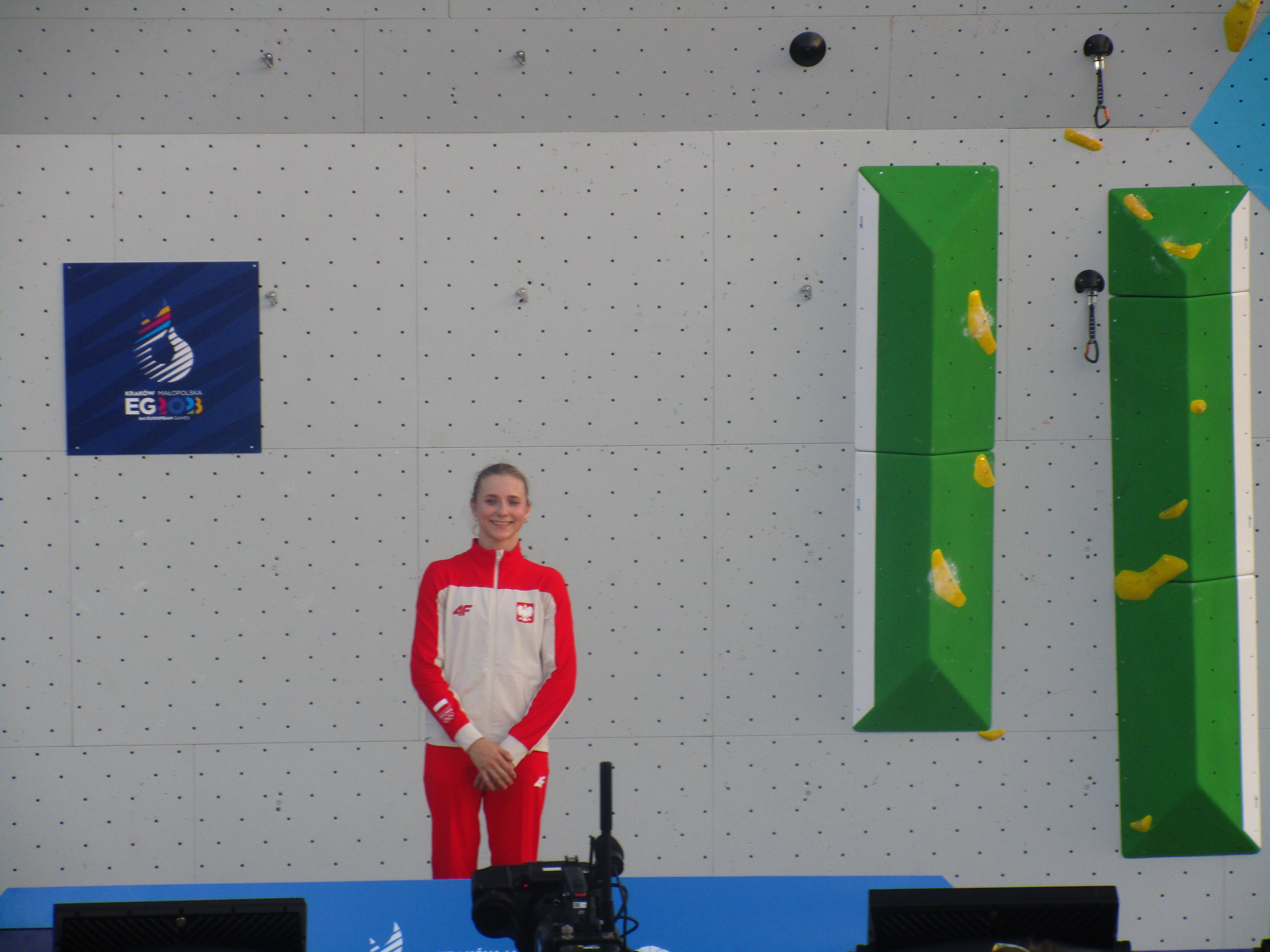
Natalia Kałucka, złota medalistka III IE we wspinaczce sportowej w konkurencji na czas. Tarnów, 22 czerwca 2023

| Medale według dni | Medale według dni | Medale według dni | Medale według dni | Medale według dni | Medale według dni |
| ----------------- | ----------------- | ----------------- | ----------------- | ----------------- | ----------------- |
| Dzień             | Data              |                   |                   |                   |                   |
| Dzień 0           | 21.06             | —                 | —                 | —                 | —                 |
| Dzień 1           | 22.06             | 3                 | 1                 | 2                 | 6                 |
| Dzień 2           | 23.06             | 3                 | 1                 | 2                 | 6                 |
| Dzień 3           | 24.06             | 2                 | 2                 | 2                 | 6                 |
| Dzień 4           | 25.06             | 1                 | 4                 | 1                 | 6                 |
| Dzień 5           | 26.06             | 1                 | 3                 | 2                 | 6                 |
| Dzień 6           | 27.06             | 1                 | 3                 | 0                 | 4                 |
| Dzień 7           | 28.06             | 0                 | 1                 | 0                 | 1                 |
| Dzień 8           | 29.06             | 0                 | 2                 | 0                 | 2                 |
| Dzień 9           | 30.06             | 0                 | 0                 | 3                 | 3                 |
| Dzień 10          | 01.07             | 1                 | 1                 | 5                 | 7                 |
| Dzień 11          | 02.07             | 1                 | 1                 | 1                 | 3                 |

| Medal | Zawodnik                                                                  | Dyscyplina          | Konkurencja                               | Data       |
| ----- | ------------------------------------------------------------------------- | ------------------- | ----------------------------------------- | ---------- |
|       | Karolina Naja Dominika Putto Adrianna Kąkol Anna Puławska                 | Kajakarstwo         | K4 500 m                                  | 22 czerwca |
|       | Natalia Kałucka                                                           | Wspinaczka sportowa | Wspinaczka na czas                        | 22 czerwca |
|       | Klaudia Breś                                                              | Strzelectwo         | Pistolet pneumatyczny 10m                 | 22 czerwca |
|       | Ewa Swoboda                                                               | Lekkoatletyka       | 100 m                                     | 23 czerwca |
|       | Karolina Naja Anna Puławska                                               | Kajakarstwo         | K2 500 m                                  | 23 czerwca |
|       | Dorota Borowska                                                           | Kajakarstwo         | C1 200 m                                  | 23 czerwca |
|       | Pia Skrzyszowska                                                          | Lekkoatletyka       | 100 m przez płotki                        | 24 czerwca |
|       | Wojciech Nowicki                                                          | Lekkoatletyka       | Rzut młotem                               | 24 czerwca |
|       | Julia Walczyk-Klimaszyk                                                   | Szermierka          | Floret indywidualnie                      | 25 czerwca |
|       | Michał Siess                                                              | Szermierka          | Floret indywidualnie                      | 26 czerwca |
|       | Martyna Kierczyńska                                                       | Boks tajski         | kat. -54 kg                               | 27 czerwca |
|       | Dawid Kubacki                                                             | Skoki narciarskie   | duża skocznia                             | 1 lipca    |
|       | Robert Krasoń                                                             | Kick-boxing         | Full Contact mężczyzn -86 kg              | 2 lipca    |
|       | Aleksandra Mirosław                                                       | Wspinaczka sportowa | Wspinaczka na czas                        | 22 czerwca |
|       | Natalia Kaczmarek                                                         | Lekkoatletyka       | 400 m                                     | 23 czerwca |
|       | Aleksander Kitewski Sylwia Szczerbińska                                   | Kajakarstwo         | C2 200 m                                  | 24 czerwca |
|       | Marika Popowicz-Drapała Monika Romaszko Magdalena Stefanowicz Ewa Swoboda | Lekkoatletyka       | 4x100 m                                   | 24 czerwca |
|       | Maks Szwed Anna Kiełbasińska Igor Bogaczyński Natalia Kaczmarek           | Lekkoatletyka       | 4x400 m Mieszane                          | 25 czerwca |
|       | Albert Komański                                                           | Lekkoatletyka       | 200 m                                     | 25 czerwca |
|       | Polska                                                                    | Lekkoatletyka       | I Liga                                    | 25 czerwca |
|       | Krzysztof Kaczkowski                                                      | Szermierka          | Szabla indywidualnie                      | 25 czerwca |
|       | Martyna Swatowska-Wenglarczyk                                             | Szermierka          | Szpada indywidualnie                      | 26 czerwca |
|       | Natalia Kochanowska                                                       | Strzelectwo         | Karabin małokalibrowy, trzy postawy, 50 m | 26 czerwca |
|       | Aleksandra Kowalczuk                                                      | Teakwondo           | kat. +73 kg                               | 26 czerwca |
|       | Oskar Siegert                                                             | Boks tajski         | kat. -67 kg                               | 27 czerwca |
|       | Roksana Dargiel                                                           | Boks tajski         | kat. -51 kg                               | 27 czerwca |
|       | Polska                                                                    | Rugby 7             | Kobiet                                    | 27 czerwca |
|       | Joanna Wawrzonowska Klaudia Breś Julita Borek                             | Strzelectwo         | Pistolet szybkostrzelny, 25 m - drużynowo | 28 czerwca |
|       | Dariusz Popiela Mateusz Polaczyk Michał Pasiut                            | Kajakarstwo         | Kajak drużynowo                           | 29 czerwca |
|       | Adrian Duszak                                                             | Teqball             | Jedynki mężczyzn                          | 29 czerwca |
|       | Klaudia Zwolińska                                                         | Kajakarstwo górskie | K1 kobiet                                 | 1 lipca    |
|       | Klaudia Zwolińska                                                         | Kajakarstwo górskie | C1 kobiet                                 | 2 lipca    |
|       | Norman Zezula Aleksander Kitewski                                         | Kajakarstwo         | K2 500 m                                  | 22 czerwca |
|       | Miłosz Sabiecki                                                           | Karate              | kat. -67 kg                               | 22 czerwca |
|       | Michał Bąbos                                                              | Karate              | kat. -84 kg                               | 23 czerwca |
|       | Marcin Dzieński                                                           | Wspinaczka sportowa | Wspinaczka na czas                        | 23 czerwca |
|       | Polska                                                                    | Koszykówka 3×3      | Mężczyzn                                  | 24 czerwca |
|       | Aneta Stankiewicz Julia Piotrowska Natalia Kochańska                      | Strzelectwo         | Karabin pneumatyczny, 10 m, kobiet        | 24 czerwca |
|       | Norbert Kobielski                                                         | Lekkoatletyka       | Skok wzwyż                                | 25 czerwca |
|       | Jakub Rajewski                                                            | Boks tajski         | kat. -71 kg                               | 26 czerwca |
|       | Dominika Filec                                                            | Boks tajski         | kat. -60 kg                               | 26 czerwca |
|       | Mateusz Bereźnicki                                                        | Boks                | kat. +92 kg                               | 30 czerwca |
|       | Elżbieta Wójcik                                                           | Boks                | kat. -75 kg                               | 30 czerwca |
|       | Marek Pokwap Alicja Bartnicka                                             | Teqball             | Gra mieszana                              | 30 czerwca |
|       | Oskar Sobański                                                            | Kick-boxing         | Full Contact mężczyzn -63,5 kg            | 1 lipca    |
|       | Jakub Pokusa                                                              | Kick-boxing         | Full Contact mężczyzn -75 kg              | 1 lipca    |
|       | Kinga Szlachcic                                                           | Kick-boxing         | Full Contact kobiet -60 kg                | 1 lipca    |
|       | Karolina Juja                                                             | Kick-boxing         | Full Contact kobiet -70 kg                | 1 lipca    |
|       | Alicja Bartnicka Ewa Kamińska                                             | Teqball             | Debel kobiet                              | 1 lipca    |
|       | Adrian Duszak Marek Pokwap                                                | Teqball             | Debel mężczyzn                            | 2 lipca    |